# 西关街道 (介休市)
西关街道，是中华人民共和国山西省晋中市介休市下辖的一个乡镇级行政单位。

## 行政区划
西关街道下辖以下地区：
绵山北街社区、金融路社区、文明北街社区、绿都社区、福馨园社区和祥和苑社区。